# Thomas Fuller
Thomas Fuller, född (döpt den 19 juni) 1608, död den 16 augusti 1661, var en engelsk präst och historieskrivare.
Fuller tjänstgjorde som fältpräst i den kungliga armén (1643-44) under Karl I:s strid mot parlamentet och blev 1660 e.o. hovpredikant. 
Fuller ägde originalitet och ett beundransvärt minne. Hans stil är livlig och full av antiteser, och han förstod att göra de allvarligaste ämnen roande. 
Hans förnämsta arbeten är The holy state and the prophane state (1642), Church history of Britain (1656) och The worthies of England (1662: ny upplaga 1840).